# Hermann Franz (Ministerialdirektor)
Hermann Oskar Franz (* 16. März 1885 in Karlsruhe; † 1957 ebenda) war ein deutscher Lehrer.

## Werdegang
Franz war 1913 Professor am Lehrerseminar in Heidelberg.
Er war Gymnasiallehrer in Baden-Baden und Karlsruhe.
Von 1947 bis 1951 war er Ministerialdirektor im Kultusministerium des Landes Württemberg-Baden.
1912, 1938 und 1957 legte er eine Übersicht der Kirchenbücher in Baden vor.

## Ehrungen
- 1952: Verdienstkreuz (Steckkreuz) der Bundesrepublik Deutschland

## Werke
- Alter und Bestand der Kirchenbücher, insbesondere im Großherzogtum Baden. In: Zeitschrift für die Geschichte des Oberrheins. Carl Winters Universitatsbuchhandlung, Ergänzungsheft 1, Heidelberg 1912, 154 Seiten.
- Joseph II. In: Catholic Encyclopedia, 1913 (Wikisource)
- Die Kirchenbücher in Baden. 2. Auflage. Badische Historische Kommission (Hrsg.). Verlag G. Braun, Karlsruhe 1938, 238 Seiten, eingeschränkte Vorschau in der Google-Buchsuche
- Die Kirchenbücher in Baden, 3. Auflage, Karlsruhe 1957, 295 Seiten. = Inventare der nichtstaatlichen Archive in Baden-Württemberg, Band 4, Digitalisat bei GenWiki